# Totes Recht
Als Totes Recht wird eine Rechtsnorm verstanden, die Teil der Gesetze eines völkerrechtlichen Gebildes (z. B. eines Staates) ist, jedoch trotz ihrer Existenz kaum oder nie angewendet wird oder nicht mehr angewendet werden darf (z. B. die Todesstrafe in Europa nach Artikel 2 EMRK).
Gegenbegriff zu totes Recht ist lebendiges bzw. lebendes Recht.

## Ursache
Die Ursache für das Bestehen von totem Recht können veraltete Bestimmungen sein, die in einer sich veränderten Gesellschaft nicht mehr gebraucht werden (z. B. die Morgengabe) oder Rechtsnormen, die gar nicht oder höchst selten gebraucht werden, weil kein Anlassfall gegeben ist (z. B. zur Südbahn-Gesellschaft oder viele Jahre das Epidemiegesetz in Österreich oder einige Delikte bezüglich Kernenergie, die wegen des Fehlens solcher Kraftwerke z. B. in Österreich bedeutungslos sind.) Auch Strafbestimmungen über z. B. die Sklaverei haben in der Praxis keine bzw. kaum Relevanz. Andere Regelungen, wie z. B. Notverordnungsrechte oder über den Ausnahmezustand sind gar nicht bis sehr wenig in Gebrauch, und können auch als totes Recht betrachtet werden, doch sind diese Gesetze deswegen nicht obsolet. Die Nichtanwendung liegt in diesen Fällen z. B. vor allem daran, dass in vielen westlichen Demokratien keine solchen Staatskrisen mehr bestanden.
Bestimmungen können auch, obwohl sie Teil des Rechtsbestandes sind, unter Umständen, von Verantwortlichen nicht angewandt werden und dadurch zu „totem Recht“ werden.

## Beispiele

### Habsburgergesetz in Österreich
Das in Österreich seit Ende der Monarchie geltende Habsburgergesetz (1919) betraf nach 77 Jahren Geltung (1996) nur noch zwei lebende Personen: Carl Ludwig Habsburg-Lothringen und Felix Habsburg-Lothringen. Beide gaben Verzichtserklärungen nach dem Habsburgergesetz ab. Daher wurde vom österreichischen Ministerrat und dem Hauptausschuss des Nationalrates diesen beiden die Einreiseerlaubnis nach Österreich gestattet.

### Epidemiegesetz in Österreich
Das Epidemiegesetz wurde in Österreich im Zeitraum von 1947 (Inkrafttreten) über 73 Jahre bis 2020 nur in ca. 50 Fällen von Gerichten angewendet. Im Jahr 2020 und 2021 wurde das Epidemiegesetz im Zuge des Auftretens der COVID-19-Pandemie in Österreich in mehr als 550 Fällen angewendet.